# Cabir
Cabir（キャビル、キャビア、カビール）は、2004年6月にロシアで発見された初めての携帯電話ウイルス。SymbianOSを搭載し、Nokiaの携帯電話向けプラットフォーム「Series 60」を採用している携帯電話に感染する。
携帯電話網を介して感染するものではなく、Bluetooth経由で近隣の端末を探し拡散する手段を取る。使用者が承認しない限り感染に至らないため感染する可能性は非常に低い。2004年12月には亜種「Symb/Cabir-C」「Symb/Cabir-D」「Symb/Cabir-E」が発見された。